# Mau-Nuno (Ort)
Mau-Nuno ist eine osttimoresische Siedlung im Suco Mau-Nuno (Verwaltungsamt Ainaro, Gemeinde Ainaro).

## Geographie, Einrichtungen und Geschichte
Das Dorf Mau-Nuno liegt im Norden des Sucos und erstreckt sich über alle drei seiner Aldeias. Es befindet sich in einer Meereshöhe von 729 m, südlich des Flusses Sarais, eines Nebenflusses des Belulik. Hier stehen eine Grundschule, ein Hospital und der Sitz des Sucos.
In der indonesischen Besatzungszeit wurden die drei ursprünglichen Siedlungen des Sucos Aileu, Mama-Lau und Mau-Suca aufgelöst und die Bewohner an der Stelle des heutigen Hauptortes Mau-Nuno umgesiedelt. Die geplante Gründung kann man auch an der Strukturierung des Ortes entlang der Hauptstraße erkennen.
Am 11. August 1999 flohen 1200 Bewohner aus dem Dorf Mau-Nuno aus Angst um ihr Leben vor den pro-indonesischen Milizen in die Wälder. Andere bildeten kleine Gruppen, um sich zu verteidigen. Am 23. September 1999 wurden auch die restlichen Einwohner des Dorfes von der Miliz Mahidi vertrieben.
2003 wurde unter anderem dieser Fall vor Gericht verhandelt. Mehrere Angeklagte wurden in Abwesenheit zu Haftstrafen verurteilt. Sie waren in das indonesische Westtimor geflohen.